# カンブ＝アン＝プレンヌ
カンブ＝アン＝プレンヌ（仏: Cambes-en-Plaine）は、フランスのノルマンディー地域圏、カルヴァドス県に属するコミューン。

## 地理
県都カーンから北へ8kmほどいったところにあり、海岸からは9kmほど離れている。カーン郊外のベッドタウンのひとつで、田園地帯の只中に整然と家屋が立ち並んでいる。街並みは南北に長い。北でアニジーと、北東でビエヴィル＝ブヴィルと、南東でエプロンと、南西でサン＝コンテスと、北西でヴィヨン＝レ＝ビュイッソンとそれぞれ接する。東には幹線道路のD7が南北に通る。

## 行政
近年の首長
| 在任期間  | 在任期間 | 氏名                                  | 所属 | 備考 |
| 就任      | 退任     | 氏名                                  | 所属 | 備考 |
| --------- | -------- | ------------------------------------- | ---- | ---- |
| 1965年    | 2001年   | シャルル・ドゥカーン Charles Decaen   | -    | -    |
| 2001年3月 | 2008年   | ポレット・レヴィ Paulette Lévy        | -    | -    |
| 2008年3月 | 現職     | ミカエル・ベルトラン Mickaël Bertrand | -    | -    |

## 人口の推移[1]
| 1962年 | 1968年 | 1975年 | 1982年 | 1990年 | 1999年 | 2007年 |
| ------ | ------ | ------ | ------ | ------ | ------ | ------ |
| 301    | 332    | 309    | 792    | 972    | 1493   | 1474   |

## 観光スポット
- 11世紀と14世紀に建てられた教会。歴史的建造物に指定されている
- 17世紀にカーン石（英語版）を用い建てられた鳩舎。円形の建物の直径は7mにおよぶ
- 16世紀にカーン石を用い建てられた町役場と役場広場
- カンブ駅（カーン・ラ・メール線）
- 英国人墓地
- メニル＝リカール通り

## ギャラリー

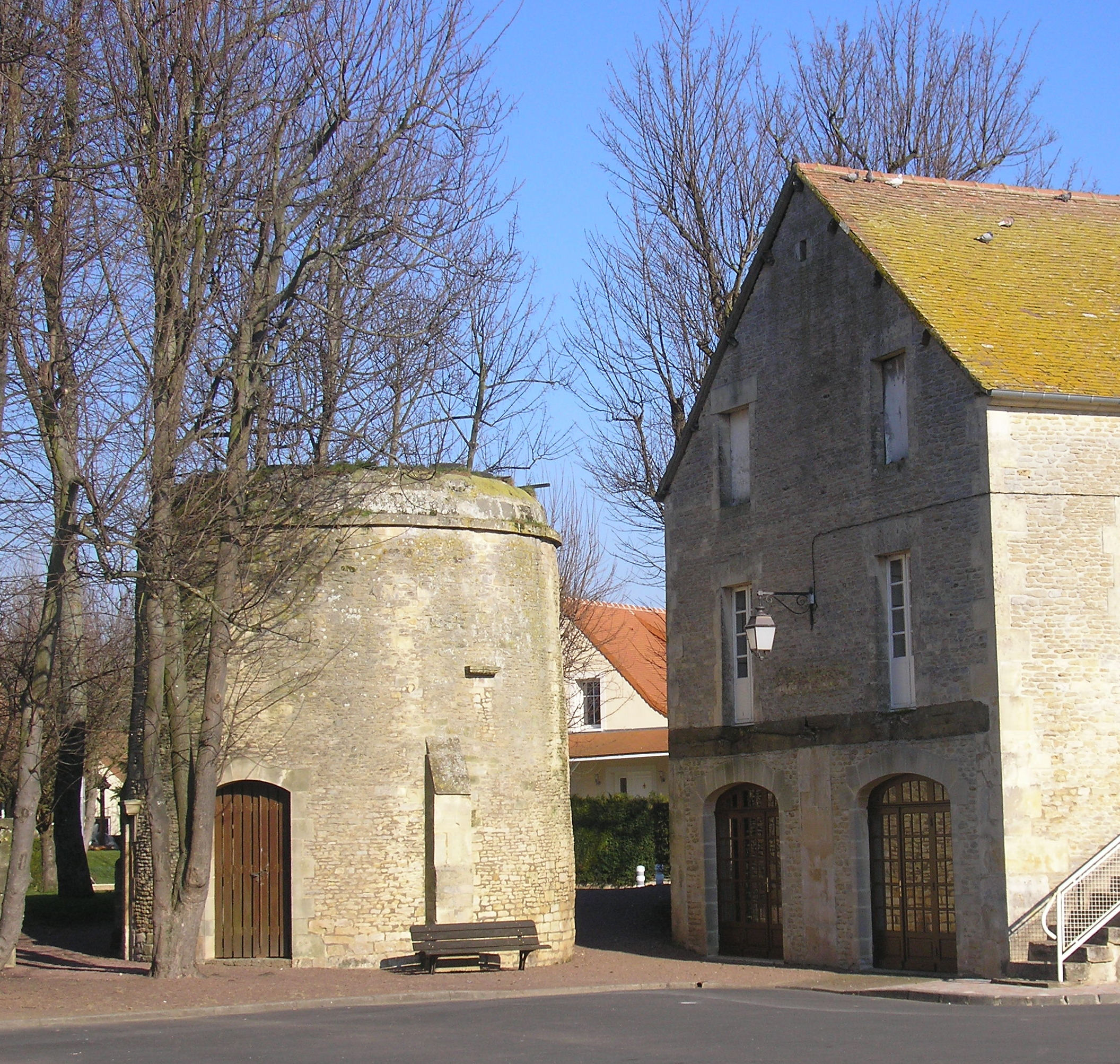
広場の一角にある鳩舎
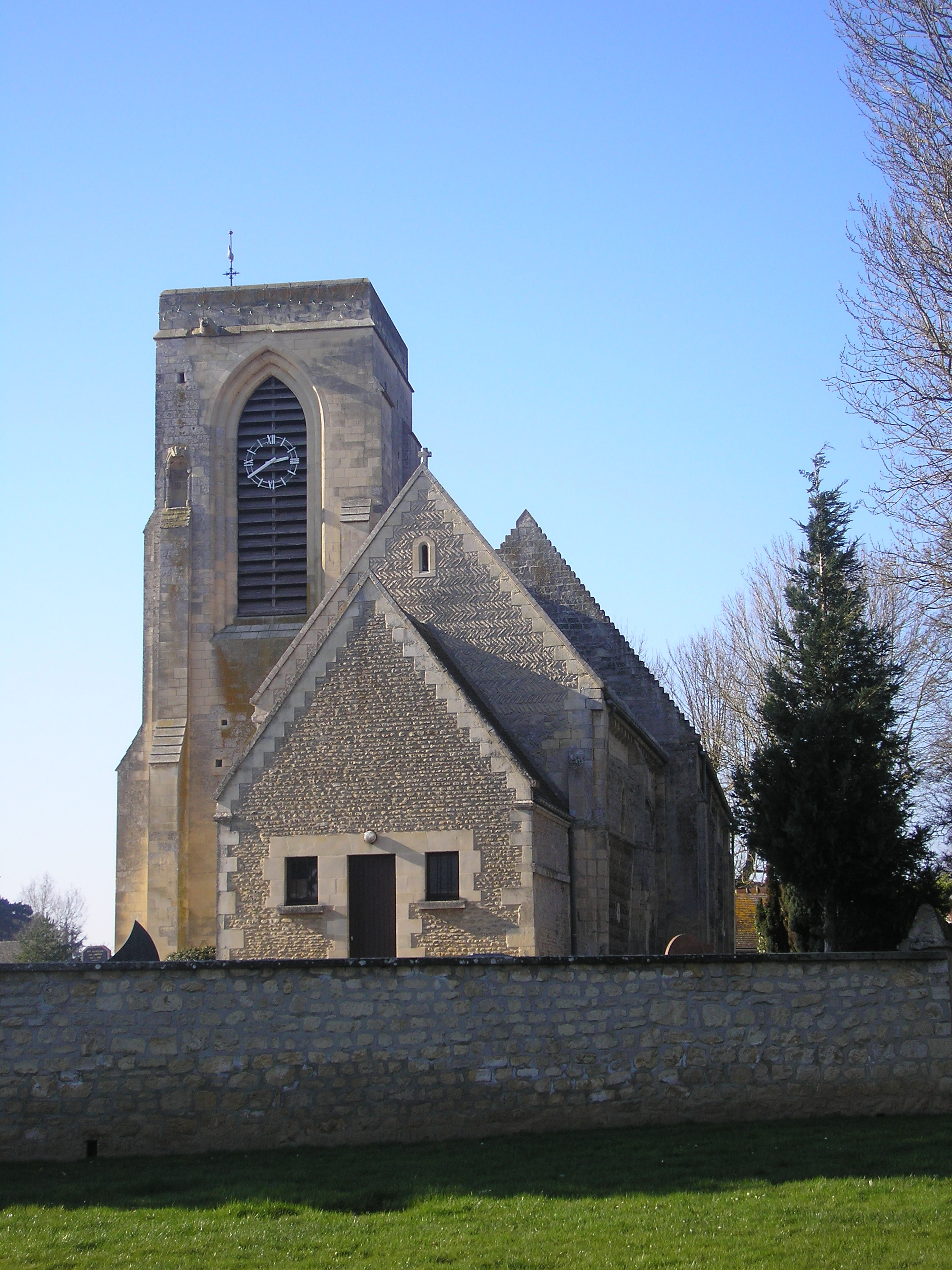
聖マルタン教会
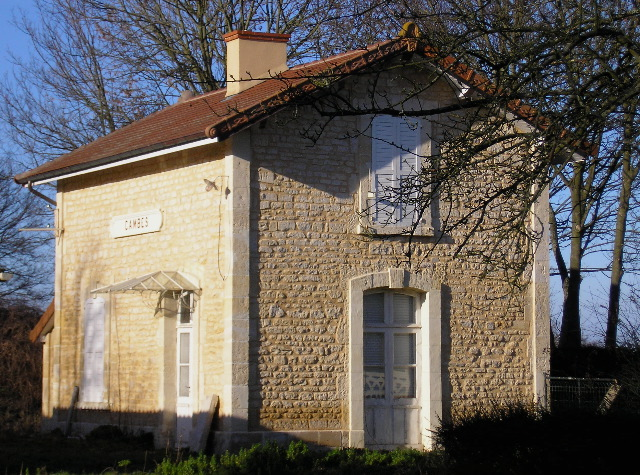
旧カンブ駅